# Metalasia compacta
Metalasia compacta är en tvåhjärtbladig växtart som beskrevs av Carl Ludwig Philipp Zeyher och Sch.Bip.. Metalasia compacta ingår i släktet Metalasia och familjen korgblommiga. Inga underarter finns listade i Catalogue of Life.